# Liste der Monuments historiques in Hyds
Die Liste der Monuments historiques in Hyds führt die Monuments historiques in der französischen Gemeinde Hyds auf.

## Liste der Bauwerke
| Bezeichnung      | Beschreibung              | Standort | Kennzeichnung | Schutzstatus | Datum | Bild |
| ---------------- | ------------------------- | -------- | ------------- | ------------ | ----- | ---- |
| Kirche St-Martin | Erbaut im 12. Jahrhundert | (Lage)   | PA00093124    | Inscrit      | 1969  |      |